# Filip Teller
Filip Teller (* 3. června 1991) je český herec, moderátor, stand-up komik a zdravotní klaun. V roce 2013 vystudoval fyzické divadlo v Ateliéru klaunské scénické a filmové tvorby na Divadelní fakultě Janáčkovy akademie múzických umění (JAMU) v Brně.
Herectví se věnoval od útlého věku, kdy byl součástí Studia Dům.
V roce 2011 byl přijat do Ateliéru klaunské scénické a filmové tvorby na Divadelní fakultě JAMU. Během svého studia strávil půl roku na stáži ve Velké Británii. Po dokončení studia na Janáčkově akademii múzických umění se zapsal ke studiu filmové produkce na FAMU v Praze, avšak tuto školu opustil po necelém roce a vrátil se k herectví.
Od roku 2013 je na volné noze, ale spolupracuje s nejrůznějšími institucemi v České republice e.g. Městské divadlo Zlín, Buranteatr v Brně, Divadlo Tramtárie v Olomouci, Divadlo Komediograf a Komorní Kalich v Praze.

## Divadlo
Ve své tvorbě se věnuje převážně komediální autorské tvorbě, která klade důraz na rozmanitost divadelních forem. Napsal několik celovečerních stand-up show a komediálních inscenací: „Reprodukce“, „Možná, že to znáte...“, a ve spolupráci se svým spolužákem Pavolem Serišem napsal a účinkuje v představení „Čecháčci a Čoboláci“ Mezi lety 2017 a 2021 se věnoval moderování divadelní talk show s názvem „Tell or Show“. Mezi jeho výrazné divadelní role patří postava Hanse v monodramatu „Cikánský boxer“ jehož autorkou je Rike Reiniger. Toto monodrama ve spolupráci s brněnským Buranteatrem uvedl v české premiéře. Na inscenaci „Stand Up Down“ spolupracuje s Divadlem Aldente, které se specializuje na práci s herci s Downovým syndromem. Hraje také v inscenacích „Komedii o komikovi“ a „Zkurvení Havlisti“ v Divadle Komediograf. V roce 2020 vytvořil koncept kurzu nazvaného „Stand Up Therapy“, spojující autorské psaní a terapii jako formu sdílení.

## Filmy a seriály
Pravidelně se objevuje v českých a slovenských seriálech a filmech, mezi něž patří Jedeme na teambuilding, Bratři a 13 minut, Sex O'Clock, Stíny v mlze, Specialisté, Hlava Medúzy a Labyrint.